# Її пробудження
«Її пробудження» (англ. Her Awakening) — американська короткометражна кінокомедія 1911 року з Мейбл Норманд в головній ролі.

## Сюжет
Приваблива молода жінка соромиться своєї убого одягненої матері й не хоче знайомити її зі своїм залицяльником. У розпачі мати виходить на вулицю, де її вбивають. Занадто пізно дочка усвідомлює, як погано вона з нею поводилася. 

## У ролях
| Актор             | Роль                     |
| ----------------- | ------------------------ |
| Мейбл Норманд     | дочка                    |
| Гаррі Гайд        | її хлопець               |
| Кейт Брюс         | мама                     |
| Едвін Аугуст      |                          |
| Вільям Дж. Батлер | лікар                    |
| Дональд Крісп     | свідок нещасного випадку |
| Френк Еванс       | свідок нещасного випадку |
| Роберт Геррон     | свідок нещасного випадку |
| Фред Мейс         | свідок нещасного випадку |